# إكس آي آي آي (لعبة فيديو 2020)
إكس آي آي آي (بالإنجليزية: XIII)‏ هي لعبة فيديو تصويب منظور شخص أول طُورت بواسطة بلايماجيك ليميتد ونُشرت بواسطة مايكرويد لأمازون لونا ومايكروسوفت ويندوز وبلاي ستيشن 4 وإكس بوكس ون في 10 نوفمبر 2020 وعلى نينتندو سويتش في عام 2021. إنها نسخة جديدة من لعبة الفيديو لعام 2003 بنفس الاسم.
تلقت لعبة إكس آي آي آي مراجعات سلبية من النقاد واللاعبين. اُنتقدت بسبب التغييرات التي طرأت على أسلوب الفن، واختلاف تصميم اللعبة عن النسخة الأصلية والمشكلات الفنية والصوتية في اللعبة.

## التطوير
أُعلن عن النسخة الجديدة من لعبة الفيديو الأصلية لعام 2003 في 18 أبريل 2019 من تطوير بلايماجيك للعبة ونشر مايكرويد اللعبة لمايكروسوفت ويندوز وبلاي ستيشن 4 وإكس بوكس ون ونينتندو سويتش. كان من المقرر إطلاق اللعبة في الأصل في 13 نوفمبر، حتى أُجلت إلى عام 2020 لمزيد من التطوير. في يونيو 2020، أُعلن عن موعد إطلاق اللعبة في 10 نوفمبر 2020 لمايكروسوفت ويندوز وبلاي ستيشن 4 وإكس بوكس ون. في أكتوبر 2020، أُعلن عن تأجيل منفذ اللعبة لنينتندو سويتش حتى عام 2021.

## التقييم
| التقييم                                                         |                            |
| --------------------------------------------------------------- | -------------------------- |
| مجموع النقاط المجموع نقاط ميتاكريتيك PC: 34% PS4: 39% XONE: 32% |                            |
| مجموع النقاط                                                    |                            |
| المجموع                                                         | نقاط                       |
| ميتاكريتيك                                                      | PC: 34% PS4: 39% XONE: 32% |

اُستقبلت لعبة إكس آي آي آي بشكل سلبي من قبل اللاعبين وضُغط عليه عند الإطلاق، مع توجيه انتقادات نحو التغييرات غير الضرورية في النسخة الأصلية، مثل أسلوب الفن وحد السلاح، بالإضافة إلى العديد من المشكلات الفنية والصوتية في اللعبة. أصدر المطور بلايماجيك والناشر مايكرويد بيانًا مشتركًا يعتذر فيهما للاعبين عن حالة اللعبة عند الإصدار، مضيفًا أن جائحة كوفيد-19 أثرت بشكل كبير على إنتاج اللعبة. على ستيم، تلقت اللعبة تصنيفًا سلبيًا للغاية من اللاعبين. تسبب إصدار طبعة جديدة في زيادة مبيعات اللعبة الأصلية، مما تسبب في تفوق لعبة 2003 على النسخة الجديدة في الأسبوع الأول من إصدار طبعة جديدة في المملكة المتحدة.